# Squamicreedia
Squamicreedia is een monotypisch geslacht van straalvinnige vissen uit de familie van baarszalmen (Percophidae).

## Soort
- Squamicreedia obtusa Rendahl, 1921